# Pisenor plicatus
Pisenor plicatus là một loài nhện trong họ Barychelidae. Loài này phân bố ờ Rwanda.